# Alvvays
Alvvays (pronunciado como "Always") es una banda canadiense de indie rock, también descrita como indie pop, la cual es originaria de Toronto. Las influencias del grupo son: Oasis, Pavement, The Dolly Mixture, Celine Dion, Teenage Fanclub, The Primitives, entre otros.

## Historia
Los miembros de Alvvays, Molly Rankin y Kerri MacLellan, eran vecinas y amigas desde pequeñas, que juntas escribían canciones, y más tarde comenzaron a tocar junto a Alec O'Hanley cuando iban al instituto. Rankin es hija de John Morris Ranki, miembro del grupo The Rankin Family. Molly Rankin publicó en solitario un EP con el título "She EP" en 2010 y posteriormente formó Alvvays con MacLellan, O'Hanley, y dos nuevos miembros, Brian Murphy y Phil MacIsaac.
El nombre de la banda surgió de Molly Rankin, que para ella «Always» (siempre) significa "Una pizca de sentimientos y nostalgia".
Tras realizar giras con The Pains of Being Pure at Heart y con Peter Bjorn and John, el grupo grabó su primer álbum, Alvvays, publicado por Royal Mountain Records (Canadá), Polyvinyl Records (EE. UU.), y Transgressive Records (Europa) en julio de 2014. Chad VanGaalen, John Agnello y Graham Walsh de la banda Holy Fuck contribuyeron en la producción del disco. Mientras que Rankin compuso la mayor parte de las canciones de este.
La imagen de la portada del disco fue vista y sacada de una revista de National Geography por Rankin, ya que le gustó tanto que le apareció perfecta para el álbum.

## Discografía

### Álbumes
- Alvvays (2014)
- Antisocialites (2017)
- Blue Rev  (2022)[7]

### Sencillos
- "Adult Diversion", 2014
- "Archie, Marry Me", 2014
- "Next of Kin", 2014
- "In Undertow", 2017
- "Dreams Tonite", 2017
- "Pharmacist", 2022

## Miembros
- Molly Rankin - voz, guitarra
- Kerri MacLellan - teclados, coros
- Alec O'Hanley - guitarra
- Abbey Blackwell - bajo
- Sheridan Riley - batería, percusión

## Exmiembros
- Phil MacIsaac - batería, percusión (2012 - 2017)
- Brian Murphy - bajo (2011–2021)
- Abbey Blackwell – bajo (2021–2024)